# Copa Europeia/Sul-Americana de 1986
A Copa Europeia/Sul-Americana de 1986, também conhecida como  e Copa Intercontinental, foi a 25.ª edição da competição, disputada na cidade de Tóquio no Japão em 14 de dezembro de 1986. O confronto envolveu o River Plate da Argentina, campeão da Taça Libertadores da América e o Steaua Bucareste da Romênia, campeão da Liga dos Campeões da UEFA.[carece de fontes?]
Em 27 de outubro de 2017, após uma reunião realizada na Índia, o Conselho da FIFA reconheceu os vencedores da Copa Intercontinental como campeões mundiais.

## História
No dia 14 de dezembro de 1986, em Tóquio (JAP), o River Plate disputou a partida mais importante de sua história: a final da Copa Europeia/Sul-Americana. O adversário dos argentinos foi o surpreendente Steaua Bucareste da Romênia, campeão da Taça dos Clubes Campeões Europeus daquele ano após derrotar, nos pênaltis, o Barcelona. Os romenos tinham um time muito forte defensivamente e contavam com perigosos jogadores como Belodedici, Balint, Lacatus e Piturca. Já o River tinha sua força máxima e apostava no comando técnico de Alonso, na força de marcação de Gallego, na velocidade pelas pontas de Enrique e Alfaro e na dupla de ataque formada por Funes e Alzamendi. E foi este último o autor do gol mais lembrado e falado por qualquer torcedor do River até hoje. Aos 28´ do primeiro tempo, Alonso cobrou uma falta rápida um pouco a frente do meio de campo em direção a Alzamendi, na direita. O atacante avançou e chutou rasteiro. A bola bateu na trave, no goleiro e subiu. No alto, Alzamendi testou firme para colocar a pelota dentro do gol: 1 a 0.
A partir daí, os romenos tentaram chegar ao gol de empate trabalhando a bola de pé em pé, mas pecaram nas finalizações e nas atuações perfeitas do goleiro Pumpido e da zaga formada por Ruggeri e Gutiérrez. O River pôde liquidar o jogo no segundo tempo, mas Alfaro e Alzamendi desperdiçaram as chances claras que tiveram. Depois de 90 minutos, o árbitro uruguaio apitou o fim do jogo e o início da festa argentina no Japão: River Plate campeão intercontinental!

## Clubes Participantes
| Confederação | Equipe           | Classificação                                           | Participação |
| ------------ | ---------------- | ------------------------------------------------------- | ------------ |
| CONMEBOL     | River Plate      | Campeão da Copa Libertadores da América de 1986         | 1ª           |
| UEFA         | Steaua Bucareste | Campeão da Taça dos Clubes Campeões Europeus de 1985–86 | 1ª           |

## Chaveamento
|  | A Classificação[NOTA]  | A Classificação[NOTA] | A Classificação[NOTA] | A Classificação[NOTA] |   |                  | Copa Intercontinental | Copa Intercontinental | Copa Intercontinental | Copa Intercontinental |
|  |                        |                       |                       |                       |   |                  |                       |                       |                       |                       |
|  | Steaua Bucareste (pen) | 0                     | (2)                   | –                     |   |                  |                       |                       |                       |                       |
|  | Barcelona              | 0                     | (0)                   | –                     |   |                  |                       |                       |                       |                       |
|  | Barcelona              | 0                     | (0)                   | –                     |   | Steaua Bucareste | 0                     | –                     | –                     |                       |
|  |                        |                       |                       |                       |   | Steaua Bucareste | 0                     | –                     | –                     |                       |
|  |                        | River Plate           | 1                     | –                     | – |                  |                       |                       |                       |                       |
|  | River Plate            | River Plate           | 1                     | –                     | – | 2                | 1                     | –                     |                       |                       |
|  | River Plate            |                       |                       |                       |   | 2                | 1                     | –                     |                       |                       |
|  | América de Cali        | 1                     | 0                     | –                     |   |                  |                       |                       |                       |                       |

Notas
- NOTA^  Essas partidas não foram realizadas pela Copa Intercontinental. Ambas as partidas foram realizadas pelas finais da Liga dos Campeões da Europa e Copa Libertadores da América daquele ano.

## Final
| 14 de dezembro de 1986 | River Plate   | 1 – 0 | Steaua Bucuresti | Estádio Nacional , Tóquio, Japão             |
|                        | Alzamendi 28' |       |                  | Público: 62,000 Árbitro: José Martínez Bazán |

| River Plate | Steaua Bucarest |

|               |    |            |     |
|               |    |            |     |
| GK            | 1  | Pumpido    |     |
| DF            | 4  | Gordillo   |     |
| DF            | 2  | Gutiérrez  |     |
| DF            | 6  | Ruggeri    |     |
| DF            | 3  | Montenegro |     |
| MF            | 8  | Enrique    |     |
| MF            | 5  | Gallego    |     |
| MF            | 11 | Alfaro     | 68' |
| MF            | 10 | Alonso     |     |
| FW            | 7  | Alzamendi  |     |
| FW            | 9  | Funes      |     |
| Substituição: |    |            |     |
| MF            | 14 | Sperandío  | 68' |
| Técnico:      |    |            |     |
| Héctor Veira  |    |            |     |

|                   |    |                |     |
|                   |    |                |     |
| GK                | 1  | Stângaciu      |     |
| DF                | 2  | Iovan          |     |
| DF                | 6  | Belodedici     |     |
| DF                | 4  | Bumbescu       |     |
| DF                | 11 | Weissenbacher  |     |
| MF                | 3  | Bărbulescu     | 60' |
| MF                | 5  | Stoica         |     |
| MF                | 8  | Bălan          |     |
| MF                | 10 | Balint         |     |
| FW                | 7  | Lăcătuş        |     |
| FW                | 9  | Piţurcă        |     |
| Substituição:     |    |                |     |
| MF                | 14 | Mihail Majearu | 60' |
| Técnico:          |    |                |     |
| Anghel Iordănescu |    |                |     |

Homem do Jogo:

 Alzamendi (River Plate)

## Campeão
| Copa Europeia/Sul-Americana de 1986 |
| ----------------------------------- |
| River Plate 1º Título               |